# Cedric Beullens
Cedric Beullens (Onze-Lieve-Vrouw-Waver, Región Flamenca, 27 de enero de 1997) es un ciclista belga que compite con el equipo Lotto Cycling Team.

## Biografía
Ganador del Keizer der Juniores en 2015, Cédric Beullens fue reclutado por el equipo EFC-Etixx en 2016. 
En 2017 se distinguió en primavera al terminar cuarto en una etapa del Triptyque des Monts et Châteaux y luego undécimo en el Ster ZLM Toer, jornada de la Copa de Naciones Sub-23. Durante el verano fue séptimo en el campeonato belga sub-23 y octavo en el Gran Premio de la Villa de Pérenchies.
A principios de 2018 se proclamó campeón provincial de contrarreloj. En primavera, es el capitán de ruta de la selección nacional sub-23, terminando notablemente en el duodécimo y mejor corredor belga en el Tour de Flandes sub-23. En julio ganó una etapa de la Vuelta al Brabante Flamenco.
En 2019, se destacó en las eliminatorias de la Copa de Naciones Sub-23 al terminar segundo en el Tour de Flandes sub-23 y quinto en Gante-Wevelgem sub-23. Mientras tanto, mejora su clasificación en el Triptyque des Monts et Châteaux al ocupar el décimo lugar. En junio, fue uno de los siete corredores seleccionados por el equipo nacional para competir en la Vuelta a Bélgica. A partir de agosto se unió al equipo de Wanty-Gobert Cycling Team como stagiaire o aprendiz. Poco antes de comenzar sus prácticas, ganó una etapa de la Vuelta al Brabante Flamenco al igual que el año pasado.
Se hizo profesional en 2020 al fichar por el Sport Vlaanderen-Baloise.

## Palmarés
- Aún no ha conseguido victorias como profesional.

## Resultados en Grandes Vueltas
| Carrera | Carrera         | 2020 | 2021 | 2022  | 2023 | 2024  |
| ------- | --------------- | ---- | ---- | ----- | ---- | ----- |
|         | Giro de Italia  | —    | —    | —     | —    | —     |
|         | Tour de Francia | —    | —    | —     | —    | 121.º |
|         | Vuelta a España | —    | —    | 108.º | —    | —     |

—: no participa

Ab.: abandono

## Equipos
- Wanty-Gobert Cycling Team (stagiaire) (2019)[7]
- Sport Vlaanderen-Baloise (2020-2021)
- Lotto (2022-)
  - Lotto Soudal (2022)
  - Lotto Dstny (2023-2024)
  - Lotto Cycling Team (2025-)